# Райчанка
Райчанка (словац. Rajčanka) — річка в Словаччині, права притока Вагу, протікає в округах Жиліна та Нітра.
Довжина — 47,5 км; площа водозбору 359 км².
Бере початок в масиві Стражовске-Врхи на висоті 775 метрів на схилі гори Стражов при селі Странске. Серед приток — Порубський потік; Кунерадський потік; Турянський потік; Свінянка; Межигірський потік; Рибна і Странський потік.
Впадає у Ваг біля міста Жиліна на висоті 326 метрів.